# アルテュール・ド・ゴビノー
ジョゼフ・アルテュール・ド・ゴビノー伯爵（Joseph Arthur Comte de Gobineau、1816年7月14日 - 1882年10月13日）は、フランスの文人、外交官。貴族主義者。

## 生涯
オー＝ド＝セーヌ県ヴィル＝ダヴレー出身。誕生日の7月14日は革命記念日である。父親は官僚、近衛連隊将校で強硬な君主論者だった。ゴビノー家がドを付けたのは父親の代からである。また、「伯爵」は自称であって、正式に授爵されたことはない。
母親アンヌ＝ルイーズ・マドレーヌ・ド・ジェルシは王室税務官の娘でサントドミンゴ生まれのクレオール女性であり、ポーリーヌ・ボナパルトの女官を務め、感傷的な長篇小説Marguerite d'Alby（1821年）や回想録Une Vie de femme, liée aux événements de l'époque（1835年）を著した。ゴビノーは14歳の時、他の男と駆け落ちした母に連れられてスイスで数年間を過ごし、この地で東洋趣味への興味を育んだ。
フランスに戻った当時は七月王政の末期であり、彼は反動主義者の雑誌に連載小説を書いて生計を立てた。このころアレクシ・ド・トクヴィルと友情を結び、膨大な量の書簡をやり取りした（トクヴィルは第二共和政時代に外務大臣を務めていた頃、ゴビノーを外務省入りさせたことがある）。ゴビノーは初めペルシアに、次いでブラジルやその他の諸国に赴任し、第二帝政時代に外交官として成功を収めた。
ゴビノーは死の直前、ヴァーグネリアンの聖地たるバイロイトを訪れ、反ユダヤ的なバイロイト・サークルの勃興に影響を与えた。ただし、中心人物のヒューストン・チェンバレンはゴビノーを嫌っていた。この直後、ゴビノーはトリノで死去した。

## 思想
ゴビノーの思想は反近代主義、反普遍主義、反中央集権、反民主主義、反ドイツ第二帝国であった。

### 『人種不平等論』
『人種不平等論』（『諸人種の不平等に関する試論』、Essai sur l'inégalité des races humaines、1853年 - 1855年）は、ゴビノーの主著である。
ゴビノーによると、人種こそは文明の淵源であった。黒・白・黄の三人種間の様々な差異は自然が設けた障壁である。そして、リベラル・デモクラシー的普遍主義や植民地帝国主義により、混血が進み、障壁が破られることで文明が退化・崩壊し、カオスに戻ると彼は考えた。一種の退化論である。
ただし、黒・白・黄の差異やそれぞれに固有の特性について論じたのであって、白が優越人種とは考えなかった。むしろ、たとえば、イタリア人やギリシャ人の芸術的才能は黒色人種に由来すると考えた。人類学の黎明期で、人種による優劣が当たり前のように論じられ、ミシュレやサン・シモンなどの左翼すら黒色人種を劣等人種扱いするのが普通だった同時代にあって、ゴビノーはむしろ人種差別をほとんど行わなかった側の人間である。
彼は中東・中央アジア・インド亜大陸・北米・南仏を混血地域と規定した。ゴビノーの定義によれば、スペイン人と大半のフランス人、大半のドイツ人、南部および西部のイラン人、スイス人、オーストリア人、北部のイタリア人、そして大半のイギリス人は混血により退化しつつあるという。彼はまた、北部インド人の大半は黄色人種に属するとも述べている。
ゴビノーはユダヤ人を優越人種の一部分たる知的人民と見なし、むしろ産業や文明の推進者と目してすらいた。アーリア人やドイツ人に対する非難は見いだせても、ユダヤ人への非難は見い出せず、むしろユダヤ人を「高潔」「知的」などと称賛している。ユダヤ研究を専門とする歴史学者のレオン・ポリアコフ（Léon Poliakov）は、主著『アーリア神話』（日本語訳は法政大学出版局から2014年に出版）で、ゴビノーを『最も反ユダヤ主義的ではない』人物としている。
以上の内容にも関わらず、風説では、ゴビノーは古代印欧文化（別名「アーリア文化」ともしうるところだが、まだその呼称が流布する前の時代だったのでゴビノー自身は使っていない。）を引き合いに出しつつ、「白色人種」、特に白色人種復興の担い手たるに充分な力を持っているドイツ人の優越性を主張したとされ、ナチズムやアメリカ合衆国の白人至上主義に影響を与えた。ゴビノーの思想はヒトラーとナチズムに多大な影響を与えたものの、ゴビノー自身は取り立てて反ユダヤ的ではなかった。それどころかしたがってナチはゴビノーの理論を借用する際、彼の著作の少なからぬ部分を改竄しなければならなかった。これは、親ユダヤ的なニーチェの著作をナチが利用した時のやり方と軌を一にしている。

## 人物
- バハイ教徒の間でゴビノーは、ペルシア帝国におけるバーブ教勃興史の唯一の完全版を手に入れた人物として知られている（この記録の筆者であるカーシャーンのハッジ・ミルザ・ジャーンは1852年頃、ペルシアの官憲によって殺害された）。この手稿は現在、パリのフランス国立図書館に保管されている。
- ゴビノーはまた、複数の長篇小説を書いた。代表作は1874年の"Les Pléiades"である。戯曲"La Renaissance"（1877年、邦訳：加茂儀一訳、みすず書房（1948年）、角川文庫（1953年）…いずれも絶版）は当時高く評価された。どちらの書物にも彼の反動的で貴族趣味的な政治思想や、民主主義的な大衆文化への嫌悪が表れている。
- ゴビノーは自分自身を北欧のヴァイキングやイタリアのコンドッティエーリの末裔と信じていた。しかし彼は母方を通じて四分の一クレオールの血を引いており、彼が二子を儲けた妻もまたクレオールであった[3]。

## 訳書
- 『ルネッサンス』加茂儀一訳、角川文庫（上下）、1953年